# Elatostema griffithii
Elatostema griffithii är en nässelväxtart som beskrevs av Joseph Dalton Hooker. Elatostema griffithii ingår i släktet Elatostema och familjen nässelväxter. Inga underarter finns listade i Catalogue of Life.